# Mikael Niemi
Per Mikael Niemi, född 13 augusti 1959 i Tärnaby, Tärna församling, Västerbottens län, är en svensk (tornedalsk) författare.

## Biografi
Niemis far var polis och hans mor var lärare och talpedagog.
Han föddes i Tärnaby men växte upp i Pajala och drömde tidigt om att bli författare. Han började skriva dikter och noveller i femtonårsåldern. Han flyttade till Luleå och utbildade sig till gymnasieingenjör inom el- och teleteknik på fyraårig teknisk linje vid Midskogsskolan. I Luleå blev han kvar i 20 år innan han flyttade tillbaka till Pajala. 
Niemi, som bland annat har arbetat som lärarvikarie, debuterade 1988 med diktsamlingen Näsblod under högmässan. Han har skrivit lyrik, prosa och dramatik för både radio och scen. Han fick sitt genombrott med Populärmusik från Vittula, som också blev belönad med Augustpriset 2000. Mycket av inspirationen kommer från den egna uppväxten i det tvåspråkiga Tornedalen.
Ett av hans fritidsintressen är astronomi, och han är verksam som amatörastronom.
Hans hustru, Eelkje Tuma, är antropolog och är ursprungligen från Friesland i Nederländerna. Hon kom till Tornedalen för att studera begravningstraditioner.

## Författarskap
Mikael Niemi debuterade 1988 med en diktsamling. Romandebuten skedde 1994 med ungdomsboken Kyrkdjävulen, som följdes tre år senare av Blodsugarna med samma huvudpersoner. År 2000 gjorde Niemi stor succé hos både läsare och kritiker med romanen Populärmusik från Vittula som senare har filmatiserats och översatts till många språk. Den science fiction-inspirerade uppföljaren Svålhålet fick ett mer blandat mottagande. Med Mannen som dog som en lax, som till det yttre har formen av en kriminalroman, återvände Niemi till Tornedalsmiljön.
Romanen Fallvatten från 2012 handlar om en översvämningskatastrof i Norrbotten och fick ett mycket positivt kritikermottagande. 2017 utkom romanen Koka björn som handlar om prosten Lars Levi Laestadius. Han har utöver lyrik och prosa även skrivit dramatik. Han var även med och skrev manus till komediserien Bondånger som sändes i SVT 1997–1998.

## Priser och utmärkelser
- 1988 – Rörlingstipendiet
- 1999 – Rubus arcticus
- 2000 – Augustpriset för Populärmusik från Vittula
- 2000 – BMF-plaketten för Populärmusik från Vittula
- 2000 – Tidningen Vi:s litteraturpris
- 2000 – Årets norrbottning (Norrbottens-Kuriren)
- 2001 – Årets bok-Månadens boks litterära pris
- 2001 – Litteraturklubbens stora litteraturpris för Populärmusik från Vittula
- 2002 – Piratenpriset
- 2009 – Albert Engström-priset
- 2013 – Studieförbundet Vuxenskolan Norrbottens kulturpris[9]
- 2013 – Hedersledamot vid Norrlands nation[10]
- 2018 – Mickelpriset, Berättarnätet Kronoberg
- 2024 – Aniarapriset[11]